# Hofkapelle (Kleinaschau)

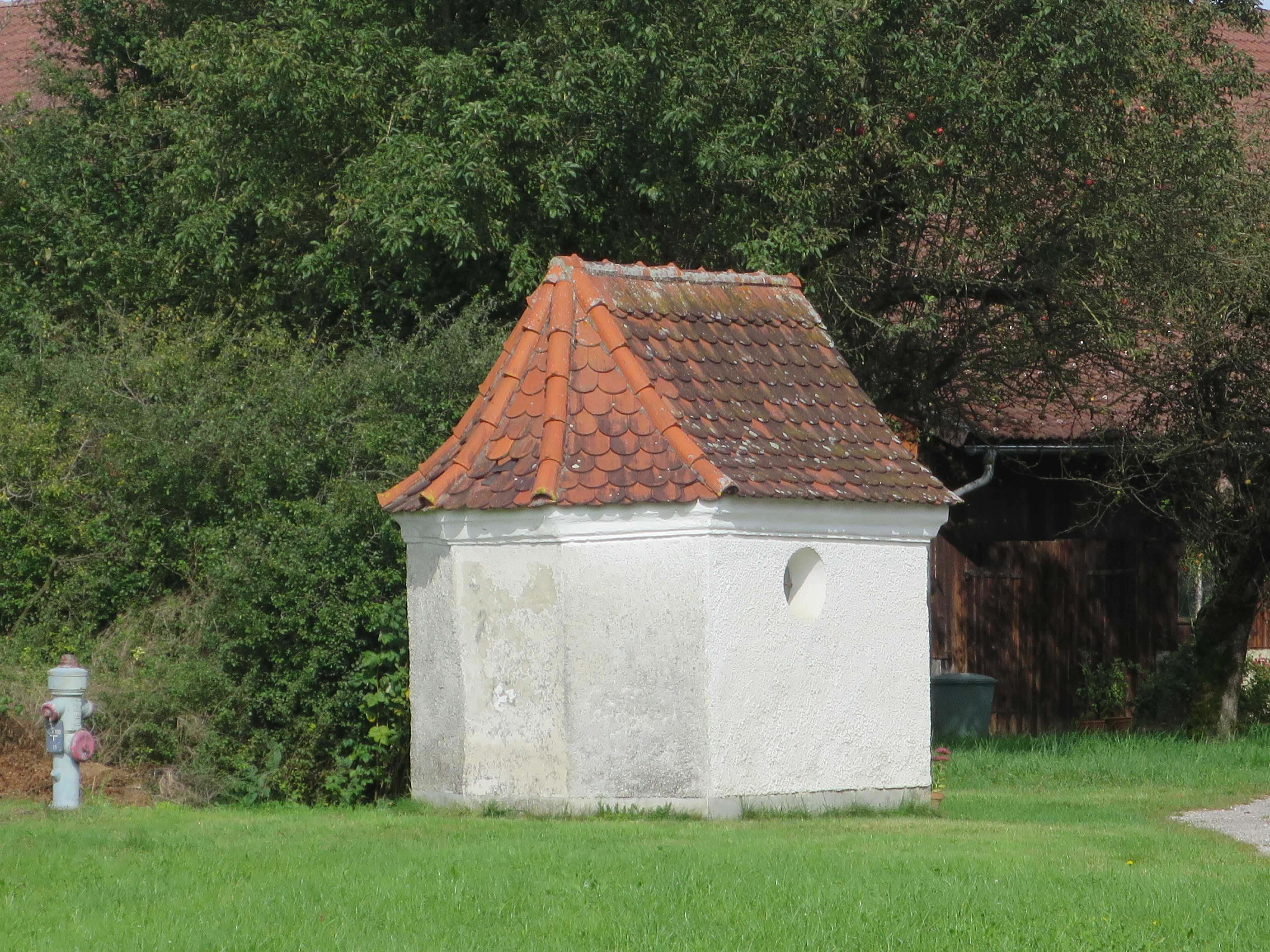
Hofkapelle in Kleinaschau

Die Hofkapelle in Kleinaschau, einem Gemeindeteil von Frauenneuharting im oberbayerischen Landkreis Ebersberg ist ein 1820 errichtetes Kirchengebäude. Die Hofkapelle ist ein geschütztes Baudenkmal.
Der kleine Putzbau mit dreiseitigem Schluss hat ein profiliertes Gesims.